# Judgement of Martin Bucer Concerning Divorce
Judgment of Martin Bucer is een boek geschreven door John Milton en werd uitgebracht op 15 juli 1644. Het werk beslaat voornamelijk vertalingen van argumenten voor echtscheiding uit Martin Bucers De Regno Christi. Milton hoopte, door het vinden van steun bij orthodoxe schrijvers, de protestantse geestelijken in het parlement, die hem veroordeelden, te overtuigen.